# 斜方截半大十二面體
在幾何學中，斜方截半大十二面體是一種星形均勻多面體，由12個五角星、30個正方形和12個正五邊形組成，其可以視為小星形十二面體透過離面（Cantellation）或擴展（Expansion）變換而成，溫尼爾在他的書《多面體模型》中列出許多星形多面體模型，其中也收錄了此種形狀，並給予編號W76。斜方截半大十二面體每個頂點都是4個多邊形形成的四面角，因此對應的對偶多面體為由四邊形構成的中鳶形六十面體。

## 性質
斜方截半大十二面體由54個面、120條邊和60個頂點組成在施萊夫利符號中可以用rr{5/2,5}表示，而施萊夫利符號rr表示離面（Cantellation）變換，該變換施萊夫利符號中也可以計為t0,2，該變換與正二十面體變換成小斜方截半二十面體的變換相同，因此斜方截半大十二面體在施萊夫利符號中也可以計為t0,2{5/2,5}，此表示法對應到的威佐夫佈局為5/2 5 | 2。

### 面的組成
斜方截半大十二面體由12個五角星、30個正方形和12個正五邊形組成，每個頂點都是每個頂點都是五邊形、正方形、五角星和另外一個正方形的公共頂點。
| 面在頂點周圍的分布 |

### 分類
由於斜方截半大十二面體的頂點圖為梯形且具備點可遞的特性，同時，其存在自相交的面，因此斜方截半大十二面體是一種自相交擬擬正多面體（Self-Intersecting Quasi-Quasi-Regular Polyhedra）。自相交擬擬正多面體一共有12種，除了小雙三角十二面截半二十面體外，其餘由阿爾伯特·巴杜羅（Albert Badoureau）於1881年發現並描述。
| 小立方立方八面體       | 大立方截半立方體           | 非凸大斜方截半立方體       | 小十二面截半二十面體   |
| 大十二面截半二十面體   | 小雙三角十二面截半二十面體 | 大雙三角十二面截半二十面體 | 二十面化截半大十二面體 |
| 小二十面化截半二十面體 | 大二十面化截半二十面體     | 斜方截半大十二面體         | 非凸大斜方截半二十面體 |

## 相關多面體
有數種均勻多面體與均勻多面體複合體和斜方截半大十二面體共用頂點排佈，分別為十複合三角柱、二十複合三角柱和斜方二十面体等。
| 凸包         | 斜方截半大十二面體 | 二十面化截半大十二面體 |
| 斜方二十面体 | 十複合三角柱       | 二十複合三角柱         |

### 倒角大十二面體
斜方截半大十二面體可以由小星形十二面體透過離面（Cantellation）變換而成，也可以由大十二面體透過離面（Cantellation）變換而成，其變換過程也可以視為先倒角再截去頂點而得，因此倒角大十二面體可以視為斜方截半大十二面體截角變換的原像。
| 倒角大二十面體 | 截角的倒角大二十面體 | 倒角大二十面體的面 青藍色為三角形面 綠色為六邊形面 | 倒角大二十面體的面 在頂點周圍的排佈 |